# Aéroport de Cherbourg - Manche
Pour les articles homonymes, voir CER.
L’aéroport de Cherbourg - Manche anciennement Cherbourg-Maupertus (code IATA : CER • code OACI : LFRC) est un aéroport civil, ouvert à la circulation aérienne publique (CAP), situé sur les communes de Maupertus-sur-Mer et de Gonneville-le-Theil à 11 km à l’est de Cherbourg-en-Cotentin dans la Manche, en région Normandie.
Il est utilisé pour le transport aérien (national et international), les missions de service public (SP) de la flottille 32F et pour la pratique d’activités de loisirs et de tourisme (aviation légère).

## Histoire

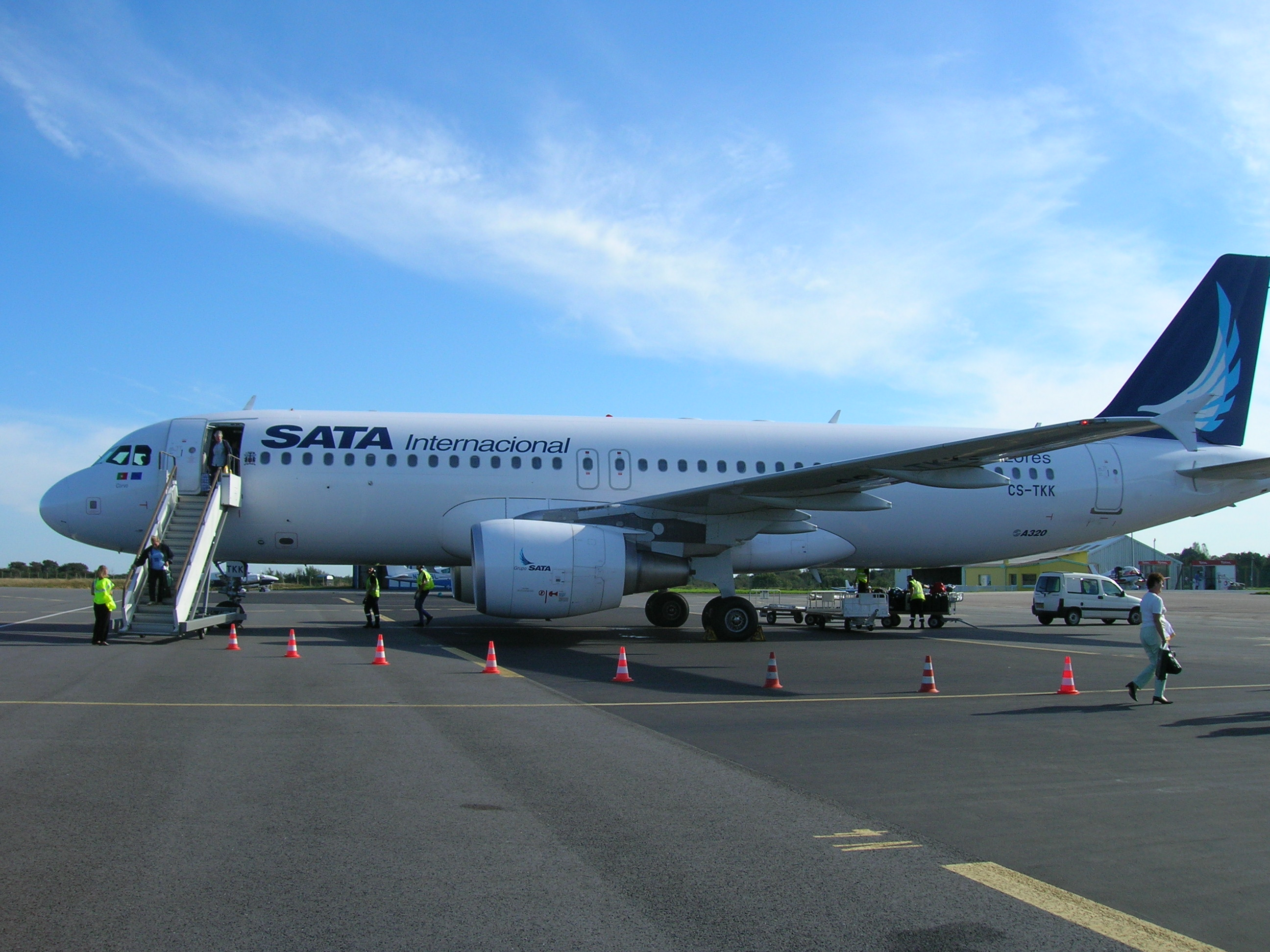
Un Airbus 320 de la compagnie SATA international devenue Azores Airlines pour un vol vacances vers Lisbonne en 2006

En 1930, Air Union assurait en 1 h 45 min des liaisons aériennes vers l'aérodrome de Paris-Le Bourget sur l'ancien aérodrome de Cherbourg-Querqueville (devenu par la suite la base aéronautique navale de Querqueville).
La construction de l’aéroport de Cherbourg - Maupertus a débuté le 6 novembre 1937 et le premier avion s’y est posé en mai 1939. En 1943, les Allemands agrandissent le terrain d'aviation, nécessitant le transfert du cimetière resté sur le site de l'ancienne église Saint-Martin de Maupertus vers le nouveau cimetière autour de l'église.
Durant la Seconde Guerre mondiale, l’aéroport est utilisé de 1940 à 1944 comme base par la Luftwaffe, dont une partie des installations est toujours visibles au nord-est de la piste. Il sera vivement défendu par les Allemands qui y avaient installé des batteries de DCA. Sa prise par le 22e régiment de la 4e division US dura six jours du 21 juin au 27 juin 1944. Après le débarquement, il est utilisé par la 9e US Air Force sous le nom d'aérodrome A15 où dès le 29 juin les premiers avions atterrissent grâce aux lieutenants-colonels W.J Ray et R. Smotherman, commandant respectivement des 850th et 877th du génie de l'air US. Une stèle rappelle cet épisode et sur les côtés figurent les aérodromes de Normandie, de A1 à A26. Le général de Gaulle y atterrira le 20 août pour visiter les régions libérées avant de rejoindre le général Leclerc à Paris.
Dans les années 1950 et debut des années 1960, Silver City Airways desservait Southampton jusqu'à 6 fois par jour, transportant passagers et voitures à bord de ses Super Bristol 170.
L’aérogare est inaugurée en 1967.
Des liaisons régulières et charters ont été opérées. 
En 1970, Aurigny air service proposait des vols charters et en 1975, des liaisons régulières vers les îles Anglo-Normandes.
En 1975, Brymon airways proposait des liaisons vers Plymouth puis vers Southampton. Lance Aviation proposait des liaisons vers Toussus-le-Noble.
En 1989, c'est la compagnie Air Atlantique qui opérait les liaisons vers Paris-Orly (En Embraer 110 Bandeirante et dès l'année 1993 en ATR-42), reprises par Chalair Aviation jusqu'en août 1999, puis en septembre 1999 par Air Normandie, par Twinjet en 2002 et Chalair Aviation en 2008 (fin en octobre 2009).
En 1990, pendant le grand chantier de la COGEMA, Chalair assurait des liaisons vers l'aérodrome de Toussus-le-Noble (cinq fois par jour en 1995) et l'aéroport d'Avignon entre 1995 et 1999.
En 2012, l'aéroport a servi de base aérienne pour des aéronefs assurant la sécurité aérienne lors des Jeux Olympiques de Londres.
Pour le chantier de réparation du sous-marin nucléaire d'attaque "Perle" (S606) en 2021 la compagnie Carpatair assurait en Fokker 100 un vol Toulon-Cherbourg le lundi et retour le vendredi.
Propriété du conseil général de la Manche depuis les lois de décentralisation, l’aéroport a été géré jusqu’au 30 septembre 2009 par la chambre de commerce et d'industrie de Cherbourg-Cotentin. La délégation de service public a ensuite été confiée à SNC-Lavalin puis à Edeis.
Le 26 septembre 2019, le Conseil départemental de la Manche décide à l'unanimité que sa dénomination sera désormais « Aéroport de Cherbourg-Manche » .
En 2023, Edeis annonce l'ouverture prochaine d'une ligne régulière entre Cherbourg et Lorient et l'étude d'une ligne vers Jersey en module dix-neuf places. En 2025, ces lignes n'ont toujours pas vu le jour.

## Localisation
| \| 20 km1:570 000 \| Étrépagny Bernay · Saint-Martin Saint-André · de-l'Eure BAN Évreux-Fauville Alençon · Valframbert Argentan Bagnoles-de-l'Orne Flers · Saint-Paul L'Aigle · Saint-Michel Mortagne · au-Perche Avranches · Le Val-Saint-Père Lessay Cherbourg Granville · Mont-Saint-Michel Caen · Carpiquet Deauville Falaise · Mont d'Eraines Eu - Mers - Le Tréport Dieppe · Saint-Aubin Saint-Valery · Vittefleur Havre · St-Romain-de-Colbosc Rouen · Vallée Seine Havre · Octeville |
| 20 km1:570 000 |

## Installations

### Piste(s)

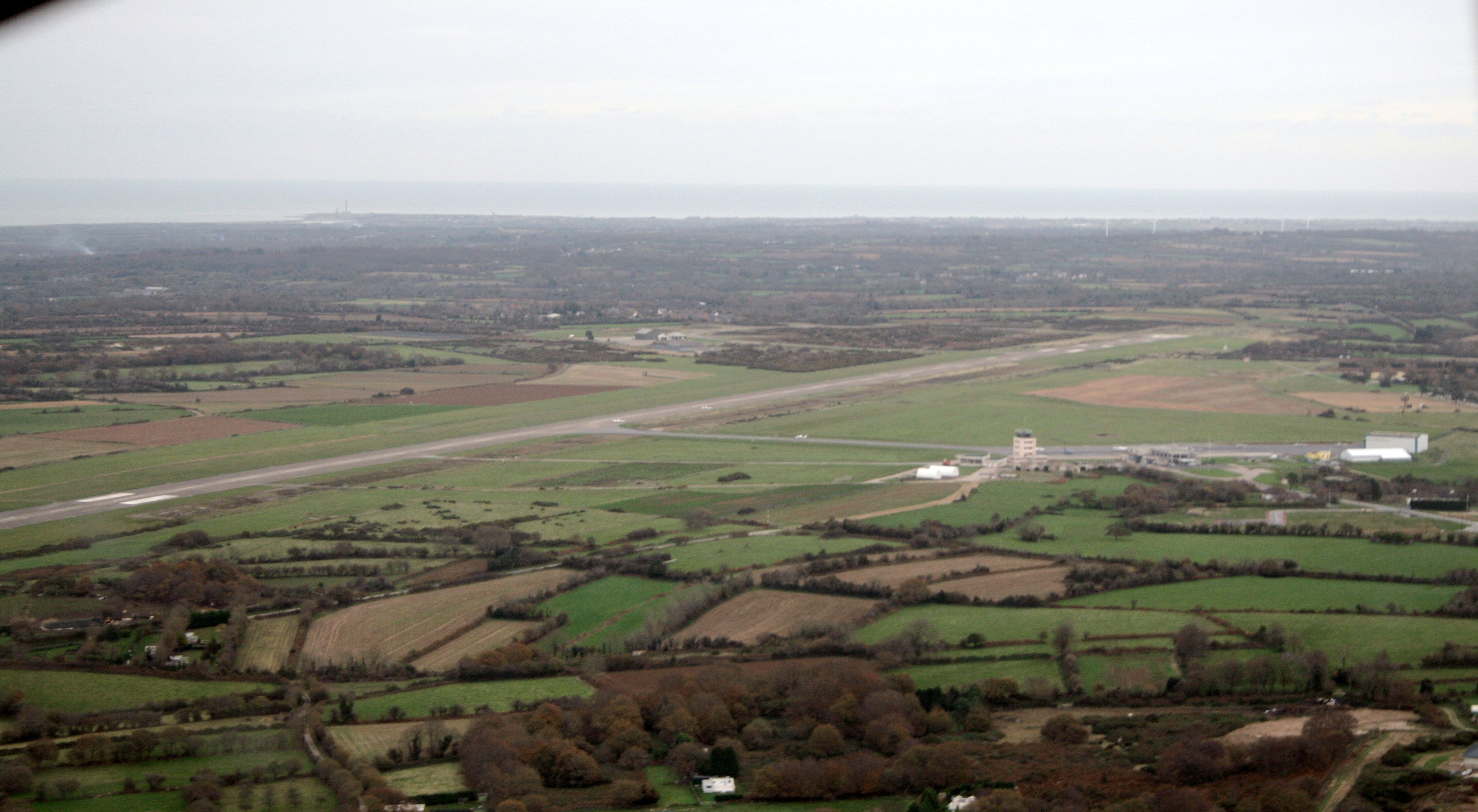
La piste et les installations vues du ciel en novembre 2007

L’aéroport dispose d’une piste en béton type OTAN (résistance de 40/R/B/W/T) orientée est-ouest (10/28), longue de 2 440 mètres et large de 45 mètres. Elle est dotée :
- d’un balisage diurne et nocturne (feux haute intensité commandables par les pilotes (PCL)) ;
- d’un indicateur de plan d’approche (PAPI) pour le sens d’atterrissage 10 ;
- d’un système d’atterrissage aux instruments (ILS/DME) pour le sens d’atterrissage 28.

### Prestations
L’aérodrome n'est plus contrôlé depuis le 31 mars 2016. Les communications s’effectuent sur les fréquences de 120,350 MHz pour l’approche et de 119,625 MHz pour l'AFIS. Il est agréé pour le vol à vue (VFR) de nuit et le vol aux instruments (IFR).
S’y ajoutent :
- une aire de stationnement de 14 350 m2 ;
- une aérogare passagers de 1 200 m2 (capacité de traitement de 150 000 passagers par an) ;
- une aérogare fret de 1 375 m2 ;
- des hangars ;
- une station d’avitaillement en carburant (100LL et Jet A1)[17].

## Activités

### Destinations
L'aéroport n'est relié à aucun autre aéroport de façon régulière.
La Chambre de Commerce et d'Industrie du Morbihan (CCI Morbihan), gestionnaire de l'aéroport de Lorient-Bretagne Sud avec le groupe Edeis souhaite l'ouverture d'une liaison entre Lorient et Cherbourg  (demande de la part de Naval Group et de la Marine Nationale).
La compagnie Chalair pensait déjà en 2015, se réinstaller sur Cherbourg à la demande de Naval Group.
La plateforme accueille quelques vols vacances en saison vers notamment la Grèce, l'Espagne, l'Egypte, Jordanie, Croatie, Monténégro et l'Italie avec les compagnies Enter Air, Volotea, Aegean et Smartwings.
En 2021, 4 300 personnels de Naval Group ont voyagé dans les vols spéciaux entre Toulon et Cherbourg.

### Forces armées françaises

#### Marine nationale
L'aéroport sert de base à un hélicoptère de la Marine nationale , un H160, détaché de la flottille 32F.

#### Armée de l'air
En 2024, l'Armée de l'air prévoit l'installation d'un nouveau radar de surveillance.

### Loisirs et tourisme
- Aéroclub Jean-Piquenot

### Statistiques
Pour des raisons techniques, il est temporairement impossible d'afficher le graphique qui aurait dû être présenté ici.

Voir la requête brute et les sources sur Wikidata.
| Année | Passagers | Fret | Poste | Mouvements    |
| ----- | --------- | ---- | ----- | ------------- |
| 2024  | 5 036     | 0    | 0     | 7 920         |
| 2023  | 3 723     | 0    | 0     | 8 099         |
| 2022  | 3 410     | 0    | 0     | 10 211        |
| 2021  | 5 010     | 0    | 0     | 7 568         |
| 2020  | 688       | 0    | 0     | 5 505         |
| 2019  | 4 756     | 0    | 0     | 9 918         |
| 2018  | 0         | 0    | 0     | 9 594         |
| 2017  | 0         | 0    | 0     | 10 754        |
| 2016  | 0         | 0    | 0     | 10 383        |
| 2015  | 4 768     | 0    | 0     | 9 229         |
| 2014  | 5 239     | 0    | 0     | 10 694        |
| 2013  | 4 812     | 0    | 0     | 10 957        |
| 2012  | 5 231     | 0    | 0     | 11 274        |
| 2011  | 3 334     | 0    | 0     | 12 122        |
| 2010  | 3 464     | 5    | 0     | 10 981        |
| 2009  | 7 801     | 0    | 0     | 11 346        |
| 2008] | 9 359     | 0    | 0     | 12 517        |
| 2007  | 11 920    | 0    | 0     | 14 499        |
| 2006  | 17 016    | 500  | 0     | 14 671        |
| 2005  | 12 593    | 0    | 0     | 15 664        |
| 2004  | 12 442    | 0    | 0     | 16 976        |
| 2003  | 10 253    | 0    | 0     | 14 615        |
| 2002  | 8 724     | 0    | 0     | 10 070        |
| 2001  | 7 889     | 0    | 0     | 12 588        |
| 2000  | 21 219    | 0    | 0     | 15 775        |
| 1999  | 27 744    | 0    | 0     | non renseigné |
| 1998  | 29 575    | 0    | 0     | non renseigné |
| 1997  | 35 563    | 0    | 0     | non renseigné |

| Trafic                       | 2005   | 2006   | 2007   | 2008   | 2009   |
| Passagers Paris              | 8 522  | 7 576  | 7 208  | 2 105  | 2 554  |
| Passagers Jersey             | 2 082  | 1 956  | 2 000  | 566    | 0      |
| Autres passagers commerciaux | 3 464  | 7 484  | 2 656  | 6 608  | 5 247  |
| Sous-total passagers         | 14 068 | 17 016 | 11 920 | 9 359  | 7 801  |
| Passagers divers             | 32 129 | 29 021 | 28 656 | 24 430 | 26 097 |
| Passagers transit            | 3 033  | 3 316  | 3 484  | 2 208  | 72     |
| Total                        | 46 197 | 46 037 | 40 575 | 33 789 | 33 898 |

## Événements
Cette section ne s'appuie pas, ou pas assez, sur des sources secondaires ou tertiaires indépendantes du sujet.

Pour l'améliorer, ajoutez-en, ou placez des modèles {{Source secondaire souhaitée}} ou {{Source secondaire nécessaire}} sur les passages mal sourcés. (janvier 2023)
En juin 1984 Air Force One, alors un Boeing 707 (VC37C 26000) s y pose avec Ronald Reagan dans le cadre des quarante ans du débarquement.
Fin juin 1988 un clip promotionnel pour la Citroën BX GTI est tourné. Un exemplaire de la voiture est posé sur le toit d'un Boeing 707 spécialement modifié. Le convoi a volé pour le besoin des images, le site a été choisi car proche de la mer, en cas de chute accidentelle du véhicule.
Le 26 août 2004, un Antonov An-124 s'y pose pour une mission de transport en lien avec l'industrie nucléaire.
Du 29 mai au 10 juin 2019 se déroule l'opération Neptune 75 pour les 75 ans du débarquement, l'aéroport accueille de nombreux appareils militaires, de collection ou officiels pour des démonstrations ou des cérémonies dans la région. De manière non exhaustive: Douglas Dakota et DC3 en nombre, Piper Cub,Supermarine Spitfire,Lockheed C-130 Hercules, McDonnell Douglas C-17 Globemaster III, Boeing CH-47 Chinook, Boeing-Bell V-22 Osprey, Sikorsky UH-60 Black Hawk, Boeing 737 C40 Clipper, Boeing 757 C32B et C32A, Fairchild Metroliner, Gulfstream V de l'USAF, Dassault Mirage 2000, C160 Transall de l'Armée de l'air, Lockheed Hercules de la Romanian Air Force, Force aérienne belge, Koninklikje Luchtmacht néerlandaise et Breitling Jet Team sur Aero L39...
Les 12 et 13 août 2021 la Patrouille de France y stationne afin de donner deux spectacles sur la plage de Collignon (un entraînement puis un show officiel le lendemain) dans le cadre de la Rolex Fastnet Race.
Le 22 mai 2024 un Airbus A350 XWB de la compagnie Air Caraïbes s'y pose pour simuler une évacuation médicale de grande ampleur. À cette occasion, un véhicule "pushback" était venu de Paris par voie routière et des pompiers aéronautiques supplémentaires de Rennes.